# Kasper Dolberg
Kasper Dolberg Rasmussen, född 6 oktober 1997 i Silkeborg, är en dansk fotbollsspelare som spelar för Anderlecht. Han spelar även för Danmarks landslag.

## Klubbkarriär
Den 29 augusti 2019 värvades Dolberg av franska Nice, där han skrev på ett treårskontrakt. Den 1 september 2022 lånades Dolberg ut till spanska Sevilla på ett säsongslån. Från den 25 januari 2023 blev Dolberg i stället utlånad till tyska Hoffenheim för resten av säsongen.
Den 7 juli 2023 värvades Dolberg av belgiska Anderlecht, där han skrev på ett fyraårskontrakt.

## Landslagskarriär
Dolberg debuterade för Danmarks landslag den 11 november 2016 i en 4–1-vinst över Kazakstan, där han byttes in i den 82:a minuten mot Andreas Cornelius.